# Pierre Bouguer
Pierre Bouguer (16 de febrero de 1698 - 15 de agosto de 1758) fue un astrónomo y matemático francés. También se le conoce como "el padre de la arquitectura naval".

## Vida y obra

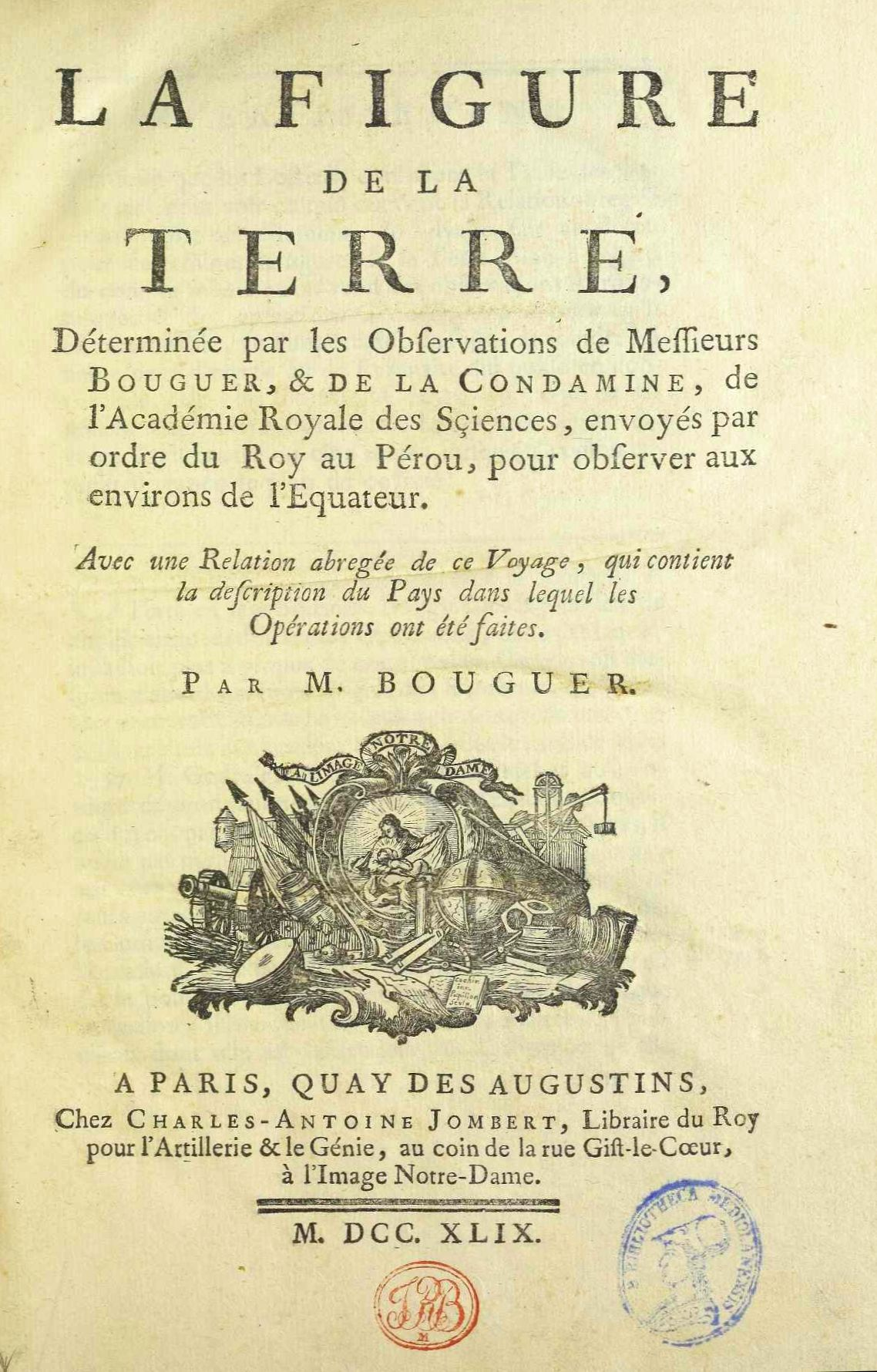
La Figure de la terre, 1749

Su padre, Jean de Bouguer, uno de los mejores hidrógrafos de su época, fue profesor regio de hidrografía en Croisic, en la baja Bretaña, y autor de un tratado sobre navegación. En 1713 Pierre fue nombrado para suceder a su padre como profesor de hidrografía. En 1727 ganó el premio otorgado por la Academia de las Ciencias Francesa por su ensayo Sobre los mástiles de los buques, compitiendo con Leonhard Euler; y otros dos premios, uno por su tesis doctoral, Sobre el mejor método de observación de la altura de las estrellas en el mar, y el otro por su artículo Sobre el mejor método de observación de la variación de la brújula en el mar. Ambos trabajos fueron publicados como parte del Premio de la Academia de Ciencias.
En 1729 publicó su Ensayo sobre la graduación de la luz, cuyo objeto es definir la cantidad de luz que se pierde al atravesar una determinada extensión de la atmósfera, y se convirtió en el primer descubridor conocido de la que ahora es más conocida como Ley de Beer-Lambert. Encontró que la luz del sol es 300 veces más intensa que la de la luna, y de este modo realizó algunas de las primeras mediciones en fotometría. En 1730 fue nombrado profesor de hidrografía en Havre, y sucedió a Pierre Louis Maupertuis como geómetra asociado de la Academia de Ciencias. También inventó el heliómetro, posteriormente perfeccionado por Joseph von Fraunhofer. Fue promovido después en la Academia para ocupar el puesto de Maupertuis, y pasó a residir en París.
En 1735, Bouguer navegó con Charles Marie de La Condamine en una misión científica autorizada en la Real Audiencia de Quito, con el fin de medir un grado del meridiano cerca del ecuador. Diez años los pasó completando esta operación, publicando una relación completa de estos trabajos en 1749 bajo el título de La figure de la terre, déterminée par les observations de Messieurs Bouguer, & de la Condamine, de l' Académie Royale des Sciences, envoyes par ordre du Roy au Pérou, pour observer aux environs de l' Equateur : avec une relation abregée de ce voyage, qui contient la description du pays dans lequel le opérations ont été faites. En 1746 publicó el primer tratado de arquitectura naval, Traite del navire, que, entre otros logros, supuso la primera explicación del uso del centro de carena como una medida de la estabilidad de los buques. La mayor parte de sus últimos escritos versaron sobre la teoría de la navegación y la arquitectura naval.

## Reconocimientos
- En enero de 1750 fue elegido miembro de la Royal Society.[3]
- En su honor, se les dio su nombre a sendos cráteres localizados en la Luna (cráter Bouger)[4] y en Marte (cráter marciano Bouger).[5]
- El asteroide (8190) Bouguer también conmemora su nombre.[6]
- Su nombre también aparece en el término meteorológico "Halo de Bouguer" (también conocido como "Halo de Ulloa", por Antonio de Ulloa, un miembro español de su expedición por Perú).[7]